# 1008 La Paz
1008 La Paz (privremena oznaka 1923 PD), asteroid glavnog pojasa. Otkrio ga je Max Wolf, 31. listopada 1923. iz zvjezdarnice u Heidelbergu.

## Vanjske poveznice
- Minor Planet Center

… |  1007 Pawlowia  | 1008 La Paz |  1009 Sirene | …